# Пепелева, Алина Александровна
Али́на Алекса́ндровна Пе́пелева (род. 20 июля 2003, Екатеринбург) — российская фигуристка, выступающая в парном катании. Со своим бывшим партнёром Романом Плешковым они — победители Кубка России (2019), серебряные призёры турнира серии «Челленджер» Кубок Варшавы (2019).

## Карьера
Алина Пепелева родилась и начала заниматься фигурным катанием в Екатеринбурге. В парный разряд перешла в возрасте восьми лет. Пробовала кататься с разными партнёрами, выступала на всероссийских юношеских соревнованиях. Тренировалась у Александра и Филиппа Тарасовых. С 2018 года выступает совместно с Романом Плешковым. Пара тренируется в Москве, куда Пепелева и её тренер Филипп Тарасов переехали по приглашению Нины Михайловны Мозер.

### Сезон 2018/2019
На своём дебютном международном турнире Пепелева и Плешков завоевали бронзовые награды, расположившись на третьей строчке этапа юниорского Гран-при в Австрии. Первую международную победу одержали на льду Минск-арены в рамках турнира Ice Star. 
На юниорском Первенстве страны остановились в шаге от пьедестала. В короткой программе за все выполненные элементы получили положительные надбавки GOE, и заняли четвёртую промежуточную позицию. На этой же строчке остались после исполнения произвольной. Пара удачно завершила первый совместный сезон. Пепелева и Плешков стали триумфаторами финала Кубка России, опередив ближайших преследователей на шесть баллов.
|                                                                        |  |
| Пепелева и Плешков (справа) выступают в костюмах Волосожар / Транькова |  |

### Сезон 2019/2020
Произвольную программу в новом сезоне им поставил итальянский тренер и хореограф Паскуале Камерленго. В качестве музыкальной составляющей были выбраны композиции Жерара Пресгюрвика из мюзикла «Ромео и Джульетта». Нарядами, по предложению Нины Мозер, стали костюмы Татьяны Волосожар и Максима Транькова для произвольной программы сезона 2010/2011, которая также была поставлена под музыку из «Ромео и Джульетты».
В этом сезоне Пепелева и Плешков получили возможность выступать на двух этапах Гран-при среди юниоров, по итогам которых отобрались в Финал, где стали пятыми. В ноябре 2019 года пара завоевала две медали взрослых международных соревнований. Так, на турнире в Италии они, воспользовавшись ошибками, опередили более опытную местную пару Делла Моника / Гуаризе, и заняли первое место. Спустя две недели привезли «серебро» с «Челленджера» Кубок Варшавы, установив личные рекорды в короткой и произвольной программах, а также по сумме баллов. В конце года пара дебютировала на чемпионате России.

## Спортивные достижения
| (с Романом Плешковым)               | (с Романом Плешковым) | (с Романом Плешковым) | (с Романом Плешковым) | (с Романом Плешковым) |
| Соревнования                        | 18/19                 | 19/20                 | 20/21                 | 21/22                 |
| Международные                       | Международные         | Международные         | Международные         | Международные         |
| ----------------------------------- | --------------------- | --------------------- | --------------------- | --------------------- |
| Этапы Гран-при. Skate America       |                       |                       |                       | 6                     |
| Этапы Гран-при. Италия              |                       |                       |                       | 6                     |
| Челленджеры. Warsaw Cup             |                       | 2                     |                       | 4                     |
| Icelab Cup                          |                       | 1                     |                       |                       |
| Национальные                        |                       |                       |                       |                       |
| Чемпионаты России                   |                       | 5                     | 9                     |                       |
| Финалы Кубка России                 | 1                     | 3                     | 4                     |                       |
| Первенство России среди юниоров     | 4                     |                       |                       |                       |
| Этапы Кубка России. II этап         | 1 юн.                 |                       |                       |                       |
| Этапы Кубка России. III этап        |                       |                       | 3                     |                       |
| Этапы Кубка России. IV этап         |                       |                       | 6                     |                       |
| Этапы Кубка России. V этап          | 1                     |                       |                       |                       |
| Международные среди юниоров         |                       |                       |                       |                       |
| Финалы юниорского Гран-при          |                       | 5                     |                       |                       |
| Этапы юниорского Гран-при. Австрия  | 3                     |                       |                       |                       |
| Этапы юниорского Гран-при. Польша   |                       | 4                     |                       |                       |
| Этапы юниорского Гран-при. США      |                       | 3                     |                       |                       |
| Ice Star                            | 1                     |                       |                       |                       |
| Российско-китайские молодежные игры | 1                     |                       |                       |                       |